# Flocourt
Flocourt é uma comuna francesa na região administrativa de Grande Leste, no departamento de Mosela. Estende-se por uma área de 4,53 km². Em 2010 a comuna tinha 119 habitantes (densidade: 26,3 hab./km²).